# Mike Catapano
Mike Catapano Jr. (17 agosto 1990) è un giocatore di football americano statunitense che gioca nel ruolo di outside linebacker per i New York Jets della National Football League (NFL). Fu scelto nel corso del settimo giro (207º assoluto) del Draft NFL 2013 dai Kansas City Chiefs. Al college ha giocato a football all’Università di Princeton.

## Carriera professionistica

### Kansas City Chiefs
Catapano fu scelto nel corso del settimo giro del Draft 2013 dai Kansas City Chiefs. Debuttò come professionista nella settimana 1 contro i Jacksonville Jaguars. Nella vittoria della settimana 6 sugli Oakland Raiders mise a segno il primo sack in carriera ai danni di Terrelle Pryor. La sua stagione da rookie si concluse con 4 tackle e un sack in 15 presenze, nessuna delle quali come titolare. Nella successiva invece non scese mai in campo.

### New York Jets
L'8 settembre 2015, Catapano firmò con i New York Jets.

## Statistiche
| Partite totali      | 15  |
| Partite da titolare | 0   |
| Tackle              | 4   |
| Sack                | 1,0 |
| Intercetti          | 0   |

Statistiche aggiornate alla stagione 2014